# Кобылья голова (сказка)
«Кобылья голова» (укр. Кобиляча голова) — сюжет украинской народной сказки. Существуют варианты этой сказки на русском языке, один из них пересказан Алексеем Толстым. В сборнике А. Н. Афанасьева «Народные русские сказки» сказка имеет № 99 и называется «Кобиляча голова». В указателе сказочных сюжетов Aарне-Томпсона имеет индекс № 480  «Мачеха и падчерица». 
Сказка печаталаcь в сборниках сказок и отдельной книгой, а также выпускалась в виде аудиосказки.

## Сюжет
У живших вместе деда и бабки было по дочке. Бабка не любила дедову дочку: бранила её и издевалась. Бабкина дочка с хлопцами время проводила, а дедова всё по дому работала. Дошла бабка до того, что приказала деду, который её боялся, отвести его дочку в лес и там оставить. Смирившись, повёл дед свою дочку в лес.
Лесная тропинка привела их к землянке, где жил старичок, который согласился оставить у себя дедову дочку. Дед вернулся к бабке, дочка стала жить у старичка, который однажды ушёл в деревню за едой. Приготовив ужин, ждала она старика, а его всё нет. Настала ночь, вышла девушка во двор, стала старика звать. На её зов пришла в дом Кобылья голова, которую девушка и накормила, и на печь посадила. За доброту эту говорит Кобылья голова: «Девка, девка, влезь мне в правое ухо, а в левое вылези!» Выполнив просьбу лошадиной головы, обнаружила девушка много разного добра, золота и серебра, чего лошадиная голова разрешила ей взять сколько хочется. После этого голова исчезла, как её не бывало.
Вернувшийся из деревни старичок не узнал ни своего дома, ни самой девушки, одетой в шелковое платье и в золото. Отблагодарив старика и дав ему за доброту золото, вернулась дедова дочка домой. Наградив своего отца, уехала она от бабки и зажила вольготно в городе. Завистливая бабка приказала деду отвести свою дочку туда, куда он отвёл свою. Оказалось, что той лесной тропинки и след простыл, и привёл дед бабову дочку к избушке на курьей ножке. К ней тоже приходила Кобылья голова, но бабова дочка была с ней груба, и голова съела её, повесив косточки в мешочке.
Не дождавшись возвращения дочери, бабка послала за ней деда, который вернулся из леса с мешочком костей бабовой дочки. Злая бабка посчитала, что это дед отдал её дочку зверям, и не было деду просвета с тех пор до самой смерти.
В существующих вариациях этой сказки присутствовали другие сказочные герои; в русском варианте сказки бабья дочь, забравшись Кобыльей голове в ухо, вылезает беззубой старухой.